# Dmytro Grabovskyy
Dmytro Grabovskyy, né le 30 septembre 1985 à Simferopol et mort le 23 janvier 2017 à Arad en Israël, est un coureur cycliste ukraino-israélien. Il est passé professionnel en 2007 dans l'équipe Quick Step.

## Biographie
Après de bons résultats dans les catégories de jeunes, il passe professionnel en 2007 chez Quick Step. Deux ans plus tard, il retourne au pays en rejoignant l'équipe ISD-Neri.
Il reste dans l'équipe ukrainienne jusqu'au 31 août 2010 avec comme résultat le maillot de meilleur grimpeur de Tirreno-Adriatico en 2010, avant d'être libéré à sa demande. Grabovskyy a avoué avoir frolé par deux fois la mort pour avoir trop bu, s'ennuyant après les entraînements à la suite de son échec chez Quick Step. 
Il rejoint ISD-Lampre Continental en 2011.
Il s'engage avec l'équipe israélienne Dynamo Racing pour la saison 2013, dirigée par Vikot Kittib, considéré comme le meilleur cycliste israélien. Il remporte cette année-là l'Apple Race, la course la plus prestigieuse du pays. En 2014, il se lance dans le domaine du triathlon avec Tom Mrmrli comme entraîneur et remporte en janvier 2015 l'Ironman Israman Eliat. En 2015, il obtient la double nationalité et court avec une licence israélienne.
Il meurt d'un arrêt cardiaque dans la nuit du 23 janvier 2017  à Arad en Israël, où il vivait.

## Palmarès sur route

### Par années
- 2003
  - 1re étape de Pologne-Ukraine
  -  Médaillé d'argent au championnat du monde du contre-la-montre juniors
- 2005
  -  Champion du monde sur route espoirs
  -  Champion d'Europe du contre-la-montre espoirs
  - 5e étape des Cinq anneaux de Moscou
  -  Médaillé d'argent au championnat du monde du contre-la-montre espoirs
- 2006
  -  Champion d'Europe du contre-la-montre espoirs
  - Mémorial Angelo Fumagalli
  - Tour des régions italiennes :
    - Classement général
    - 2e, 3e et 5eb (contre-la-montre) étapes

  - Trofeo L'Eco del Chisone
  - Florence-Modène
  - 2e étape du Girobio
  - Mémorial Angelo Morini
  - 2e de la Coppa Lanciotto Ballerini
  - 2e du Grand Prix de la ville d'Empoli
  - 2e du Girobio
  - 2e du championnat d'Ukraine du contre-la-montre espoirs
  - 3e de la Coppa Fiera di Mercatale
- 2007
  - 3e du championnat d'Ukraine du contre-la-montre
- 2009
  - 2e du championnat d'Ukraine du contre-la-montre
- 2013
  - Apple Race :
    - Classement général
    - 1rea, 1reb et 2e étapes

  -  Médaillé d'or du contre-la-montre aux Maccabiades
  -  Médaillé d'argent de la course en ligne aux Maccabiades
- 2014
  - Israel Season Opener
  - Apple Race :
    - Classement général
    - 1re et 3e étapes

  - Hets Hatsafon
- 2015
  -  Champion d'Israël du contre-la-montre[3]

### Résultat sur le Tour d'Italie
- 2009 : 67e

### Classements mondiaux
| Année                  | 2005 | 2006 | 2007 | 2008 | 2009 | 2010 |
| ---------------------- | ---- | ---- | ---- | ---- | ---- | ---- |
| Classement ProTour     |      |      | 162e |      |      |      |
| Calendrier mondial UCI |      |      |      |      | 264e |      |
| UCI Asia Tour          |      |      |      |      |      | 208e |
| UCI Europe Tour        | 66e  | 74e  |      |      | 805e | 947e |

## Palmarès sur piste

### Coupe du monde
- 2004-2005
  - 1er de l'américaine (avec Volodymyr Rybin)

### Championnats du monde juniors
- 2003
  -  Médaillé de bronze de la course aux points juniors

### Championnats d'Europe
- Büttgen 2002
  -  Champion d'Europe de poursuite par équipes juniors (avec Vitaliy Kondrut, Andriy Buchko et Vadym Matsko)
- Moscou 2003
  -  Champion d'Europe du scratch juniors
- Valence 2004
  -  Champion d'Europe de poursuite par équipes espoirs (avec Volodymyr Dyudya, Vitaliy Popkov et Maksym Polishchuk)
- Fiorenzuola d'Arda 2005
  -  Médaillé d'argent de la poursuite par équipes espoirs